# Tổng Thư ký Hành chính viện
Tổng Thư ký Hành chính viện là chánh văn phòng của Hành chính viện, cơ quan hành pháp của chính quyền trung ương Đài Loan, có nhiệm vụ xử lý các công việc hành chính và được hỗ trợ bởi hai phó tổng thư ký.